# مايكل رفيدي
مايكل رافيدي (1985-) هو طاهٍ ومالك مطعم فلسطيني أمريكي. تم اختياره كأفضل طاهي في عام 2024 من قبل مؤسسة جيمس بيرد، كما أنه يمتلك مطعم ألبي الحائز على نجمة ميشلان.

## حياته المهنية
شغل رافيدي منصب الشيف التنفيذي في مطعم مايكل مينا في سان فرانسيسكو، كاليفورنيا. في عام 2017، انتقل رافيدي إلى واشنطن العاصمة وأصبح الشيف التنفيذي في مطعم أروز، وهو مطعم إسباني يملكه صاحب المطعم مايك إيزابيلا. كما أصبح أيضًا رئيس الطهاة في مطعم آخر من مطاعم مايك إيزابيلا، وهو مطعم Requin ولكنه أغلق.
في مارس 2018، ابتعد رافيدي عن مناصبه في أروز وريكوين بعد أيام قليلة من رفع دعوى قضائية كشفت عن مزاعم التحرش الجنسي ضد مايك إيزابيلا والعديد من الشركاء؛ ومع ذلك، لم يذكر رافيدي صراحةً أن الدعوى القضائية كانت سبب رحيله. في نفس الشهر، رشحت جوائز RAMMY رافيدي كأحد المرشحين النهائيين لجائزة نجم الطهي الصاعد لهذا العام.
في فبراير 2020، افتتح رافيدي مطعم ألبي، الواقع في حوض بناء السفن البحري في واشنطن العاصمة. في مارس 2022، تم ترشيحه كأحد المرشحين لنصف النهائيات في جوائز جيمس بيرد في فئة "أفضل طاهٍ: منطقة وسط المحيط الأطلسي (واشنطن العاصمة، ديلاوير، ماريلاند، نيوجيرسي، بنسلفانيا، فيرجينيا)". في يونيو من نفس العام، حصل مطعم رافيدي ألبي على نجمة ميشلان. في عام 2022 أيضًا، افتتح رافيدي مطعم أصفر في جورج تاون، وهو مطعم شقيق لمطعم ألبي يركز أيضًا على المأكولات المستوحاة من بلاد الشام.
في عام 2023، تم ترشيح رافيدي كأحد المرشحين النهائيين لجوائز جيمس بيرد في فئة "أفضل طاهٍ: منطقة وسط المحيط الأطلسي (واشنطن العاصمة، ديلاوير، ماريلاند، نيوجيرسي، بنسلفانيا، فيرجينيا)".
في يونيو 2024، تم تسمية رافيدي كأفضل طاهي لهذا العام من قبل مؤسسة جيمس بيرد. وأهدى فوزه إلى " فلسطين وكل الشعب الفلسطيني هناك، سواء في فلسطين أو في جميع أنحاء العالم". في يوليو 2024، افتتح مطبخًا رئيسيًا جديدًا وموسعًا بمساحة 3500 قدم مربع ومطبخًا تجريبيًا لشركة أصفر. في سبتمبر من نفس العام، افتتح رافيدي مطعمه الثالث، لا شكران، الذي استوحى تصميمه من مطعم فرنسي، ويقع في يونيون ماركت فوق مطعمه الأصفر.